# 76 mm/62 Compact (SR)
76 mm/62 Compact е италианска корабна универсална артилерийска установка калибър 76,2 mm. Разработена е и се произвежда в Италия от компанията OTO Melara. Приета е на въоръжение във флотовете на много страни, най-разпространената морска универсална артилерийска установка от края на XX век. Нейно развитие става артустановката 76 mm/62 Super Rapid.
През 1975 г. 76 mm/62 Compact е приета на въоръжение от ВМС на САЩ. Произвежда се в САЩ по лиценз като Mk 75 от компаниите FMC (Naval Systems Division, NSD) и General Electric Co. (Ordnance Systems Division) от 1978 г.

## Установката монтирана по кораби
- САЩ Фрегати тип „Оливър Хазард Пери“
- САЩ Ракетни катери тип „Пегас“
- САЩ Кораби на бреговата охрана тип „Хамилтън“
- САЩ Кораби на бреговата охрана тип „Феймъс“
- Германия Фрегати тип „Бремен“
- Германия Фрегати тип „Бранденбург“
- Германия Фрегати тип „Саксония“
- Германия Корвети тип „Брауншвайг“
- Аржентина Корвети тип „Еспора“
- Турция Корвети тип „Ада“
- Колумбия Фрегати тип „Алмиранте Падиля“
- Саудитска Арабия Корвети тип „Бадр“

## Галерия
- Зареждане на изстрелите в пълнителя (фрегата тип „Пери“)
- Поставяне на 76-мм изстрели на въртящия се барабан
- Барабан със 76-мм изстрели (фрегата тип „Пери“)
- АУ Mk 75 на фрегата от типа „Пери“
- АУ Mk 75 на фрегата от типа „Пери“
- Модерницацията на 76-мм оръдие OTO Melara Super Rapid поместена в оръдеен купол-„невидимка“